# Jatropha weddeliana
Jatropha weddeliana är en törelväxtart som beskrevs av Henri Ernest Baillon. Jatropha weddeliana ingår i släktet Jatropha och familjen törelväxter. Inga underarter finns listade i Catalogue of Life.